# 치미모
《치미모》(일본어: ちみも)는 신에이 동화에서 제작한 일본의 오리지널 애니메이션이다. 2022년 7월 8일부터 9월 30일까지 TV 도쿄와 BS아사히에서 방영되었다.

## 등장 인물

### 주요
- 오니가미 메이(일본어: 鬼神めい)(성우: 코즈키 유리아)

오니가미네 중 막내로, 중학생이다. 지옥 씨를 처음으로 발견한 사람이다.
- 오니가미 하즈키(일본어: 鬼神はづき)(성우: 카쿠마 아이)

오니가미네 중 둘째로, 대학생이다. 미술을 전공하고 있다. 돈을 지나치게 밝힌다. 술을 잘 마신다. 지옥 씨에게 매일같이 집세를 청구한다. 
- 오니가미 무츠미(일본어: 鬼神むつみ)(성우: 노토 마미코)

오니가미네 중 맏이로, 직장인(회사원)이다. 집안일을 도맡아 하고 있다. 평소에는 미소를 띠고 있으나 격투기 경험자이기 때문에(모래주머니가 있음) 직장이나 집안일로 짜증이 쌓이면 아무도 말릴 수 없다. 누리소통망(SNS)을 무척 싫어한다.
- 지옥 씨(성우: 스와베 쥰이치)

인간 세계를 지옥으로 만들려고 온 사자(使者). 평소와 사자로서의 모습이 많이 다르다.

### 그 밖의 사람들
- 타메이키(일본어: 溜息) 교수(4, 8화)(성우: 하시 타카야)
- 카네모치 노리조(일본어: 金持紳士)(위와 같음)(성우: 미키 신이치로)
- 야깃파(일본어: ヤギッパ)(6화)(성우: 하나에 나츠키)
- 지옥 선배(6, 12화)(성우: 코마츠 미카코)
- 후미오(일본어: ふみお)(7, 9, 11화)(성우: 코바야시 유미코)
- 시부켄(일본어: シブケン)(7, 11화)(성우: 오가타 켄이치)

## 방영 목록
소제목에 모두 '지옥'이 들어가 있다.
| 회차         | 소제목                                                                | 방송 일자       |
| ------------ | --------------------------------------------------------------------- | --------------- |
| 1화          | 지옥의 시작지옥에서 온 사자                                           | 2022년 7월 8일  |
| 2화          | 인간계 지옥화 계획일하고 싶어서 지옥                                  | 2022년 7월 15일 |
| 3화          | 지옥 구덩이지옥의 선물 살인 사건                                      | 2022년 7월 22일 |
| 4화          | 지옥의 자매 배틀예술이 폭발해서 지옥이다!                             | 2022년 7월 29일 |
| 5화          | 지옥의 음모데드 THE 지옥                                              | 2022년 8월 5일  |
| 6화          | 지옥 매터행복 지옥                                                    | 2022년 8월 12일 |
| 7화          | 5월의 탄생석은 에메랄드인 지옥지옥의 달관                             | 2022년 8월 19일 |
| 8화          | 고양이 지옥지옥의 치미모 안마                                         | 2022년 8월 26일 |
| 9화          | 10만 엔 쟁탈 지옥내습! 지옥 선배                                      | 2022년 9월 2일  |
| 10화         | 다이어트 지옥첫 심부름 지옥                                           | 2022년 9월 9일  |
| 11화         | 이 지옥을 언젠가 내가 떠올릴 때 넌 어디에 있을까심심 지옥을 보내는 법 | 2022년 9월 16일 |
| 마지막화(12) | 지옥 창조! 그리고 지옥으로…지옥의 끝                                  | 2022년 9월 23일 |